# Francesc II Gattiluso
Francesc II Gattiluso (de naixement Jaume o Jacobo Gattiluso) era fill del genovès Francesc I Gattiluso i de la princesa romana d'Orient Maria, filla de l'emperador Joan V Paleòleg.
Va succeir com senyor de Lesbos al seu pare quan va morir el 6 d'agost de 1384 i va agafar el nom de Francesc II. El 1386 Enos es va unir voluntàriament als seus feus i en fou confiada la senyoria al germà del pare Nicolo I Gattiluso; l'emperador li va donar Focea (formalment la Maona dels Giustiniani de Quios va continuar tenint l'administració), Thasos, Lemnos, Imbros i Samotràcia.
Focea va passar a sobirania dels otomans el 1390.
Va morir el 26 d'octubre de 1410 i el va succeir el seu fill Jaume I Gattiluso (Jacobo Gattiluso).